# Immortal Records
Immortal Records er et uafhængig pladeselskab fra Los Angeles i Californien. Grundlagt af Happy Walters i 1994. Pladeselskabet har sat karrieren i gang for bands som Korn, Incubus og 30 Seconds to Mars. Immortal udgiver også soundtracks hvor nogle kendte er Judgment Night, Spawn, Blade II, og Masters of Horror

## Udgivelser
- 30 Seconds to Mars – 30 Seconds to Mars
- A – How Ace Are Buildings
- A Change of Pace – Prepare The Masses
- A Change of Pace – An Offer You Can't Refuse
- A Santa Cause - It's A Punk Rock Christmas
- Agent Sparks – Red Rover
- thebleedingalarm – Beauty in Destruction
- Brazil – The Philosophy of Velocity
- Deadsy – Phantasmagore
- The Finals – Plan Your Getaway
- Far – Tin Cans With Strings To You
- Far – Water & Solutions
- Hot Rod Circuit – The Underground Is a Dying Breed
- Incubus – Enjoy Incubus
- Incubus – S.C.I.E.N.C.E.
- Incubus – Make Yourself
- Incubus – Morning View
- Incubus – A Crow Left of the Murder
- Korn – Korn
- Korn – Life Is Peachy
- Korn – Follow the Leader
- Korn – Issues
- Korn – Untouchables
- Korn – Take a Look in the Mirror
- No One – self-titled
- Scary Kids Scaring Kids – The City Sleeps In Flames
- Scary Kids Scaring Kids – After Dark EP
- Switched – Subject to Change
- Tyler Read – Only Rock and Roll Can Save Us
- Waking Ashland – Telescopes
- Waking Ashland – The Well